# 扩肛
扩肛，通过一定的手法，或借助器械、手术等方式，扩张肛门（直肠）直径，通常用于解除排便障碍等病症。小兒肛門手術後，肛門將會纖維化而導致狹窄，故在手術後十天就需要擴肛。

## 方法
- 手指扩肛，通常以进入一指开始，进行扩张按摩，至能进入四指止。
- 器械扩肛，采用不同直接的扩肛器，由小渐大进行，或采用充气（水）型扩张器，体积膨胀以能忍受无痛为界。
- 手术扩肛，通过手术松解束缚的纤维或组织，常用于严重的肛门或直肠狭窄病症。
- 自然扩肛，通常指肛门或直肠手术后，通过饮食调节，保持大便成型，防止创口粘连和增加创口处直径。